# Александров, Аршак Семёнович
Аршак Семёнович Александров (1881, Батум Российская империя — 1957, Москва) — революционер, советский партийный деятель, ректор ЛЭТИ (1932—1934).

## Биография
Родился в семье столяра-армянина. Получил домашнее образование. Работал слесарем.
Революционную деятельность начал в 1899 году в Ростовской организации РСДРП под кличкой «Яша». С 1900 — член РСДРП.
Подвергался гонениям царских властей. В 1901 г. был арестовал и сидел в Ростове в течение трёх месяцев, затем выслан за пределы Донской области.
В 1902 г. под партийной кличкой «Сергей» вёл пропагандистскую работу в Батуме. Вновь подвергся аресту, отсидел 7 месяцев, затем выслан за пределы Кутаисской губернии.
В 1903 под кличкой «Виктор» занимался революционной деятельностью в Бакинской военной организации и участвовал во II партийном съезде РСДРП Закавказья.
В 1904 году работал среди солдат в Тифлисе, опять арестован и сослан по приговору Тифлисской судебной палаты в Верхоленский уезд Иркутской губернии, откуда вскоре бежал.
В 1905 занимался революционной деятельностью в Батуме и Тифлисе, был арестован и по 126 ст. Уголовного уложения под именем Валериана Соколова Тифлисской судебной палатой снова осужден в ссылку на поселение. Прибыв на место назначения, из ссылки бежал в Екатеринослав, и под именем Валентин Цицианов работал при окружном комитете РСДРП, участник партийной конференции.
В феврале 1906 г. выехал во Владикавказ для организации большевистской группы, через 4 месяца был арестован и Временным военным судом во Владикавказе 27 сентября 1908 г. за принадлежность к Дагестанскому комитету РСДРП осуждён по 1 ч. 102 ст. Уголовного уложения и 1 ч. 131, 133 ст. ст. Свода военных постановлений на 6 лет каторги в Херсонском централе.
Наказание отбывал до 1914 года. Затем водворён на поселение в Косостепской волости Иркутской губернии. Совершил побег и занимался пропагандой революционных идей.
В 1915 г. работая в Черемховской организации РСДРП под кличкой «Валентин», вновь арестован, сидел в Иркутске, позже водворён на место приписки, где и жил до марта 1917 года. После Февральской революции — амнистирован.
В 1917 году был агитатором Пересыпской группы РСДРП(б) в Одессе. Позже избран членом Кременчугского комитета РСДРП(б) Полтавская губернии.
В конце 1917—1918 годах — член Главного комитета РСДРП (б) Украины, заведующий агитационно-пропагандистским отделом ЦК КП(б) Украины.
В 1918—1919 годах возглавлял Владимирский губернский комитет РКП(б).
В 1919 — председатель Орловского губернского комитета РКП(б), затем — председатель Грозненского городского комитета РКП(б).
Переведен в РККА на должность заместителя командующего войсками Северо-Кавказского военного округа. Участник Гражданской войны.
Окончил техническое училище.
С октября 1928 по февраль 1930 года — ректор Уральского политехнического института (ныне Уральский государственный технический университет — УПИ). Затем руководитель Ленинградского электротехнического института им. Ульянова-Ленина.
С 1931 г. состоял в Ленинградском, затем в Московском отделении Всесоюзного общества старых большевиков (членский билет № 1254).
С августа 1932 — преподаватель кафедры общественных дисциплин Ленинградского электротехнического института.
В 1937 — директор Иркутского государственного педагогического института (ныне Педагогический институт Иркутского государственного университета).
Член Общества бывших политкаторжан и спецпоселенцев.
Старый большевик Лев Новицкий в 1959 году рассказывал:

В 1920 году Аршак Семёнович Александров, организовавший в 1902 году вместе со Сталиным знаменитую забастовку в Батуми, пригласил меня на партийную Северо-Кавказскую конференцию. Мы приехали во Владикавказ, и первым, кого мы встретили, был Сталин. Он подошел к Александрову, дружески хлопнул его по плечу и сказал:
— Здоров, Аршак! Как поживаешь?
На конференции выступал Молотов. Оратор он был неважный, к тому же заикался. Я скоро ушёл. Вечером я заметил в Аршаке большую перемену, он приуныл, нахмурился. Я спросил:
— Что с тобой, Аршак? Он ответил:
— Ты видел, как меня встретил Сталин?
— Видел, очень дружески.
— Дружески? А потом подошёл ко мне и говорит:
— Аршак, а почему мы тебя не расстреляли?
— А за что, товарищ Сталин?

— За что — всегда найдется, — сказал Сталин и отошёл.— Борев Юрий Борисович. Сталиниада
Умер в Москве в октябре 1957 года. Похоронен на 5-м участке Новодевичьего кладбища.